# NK-33

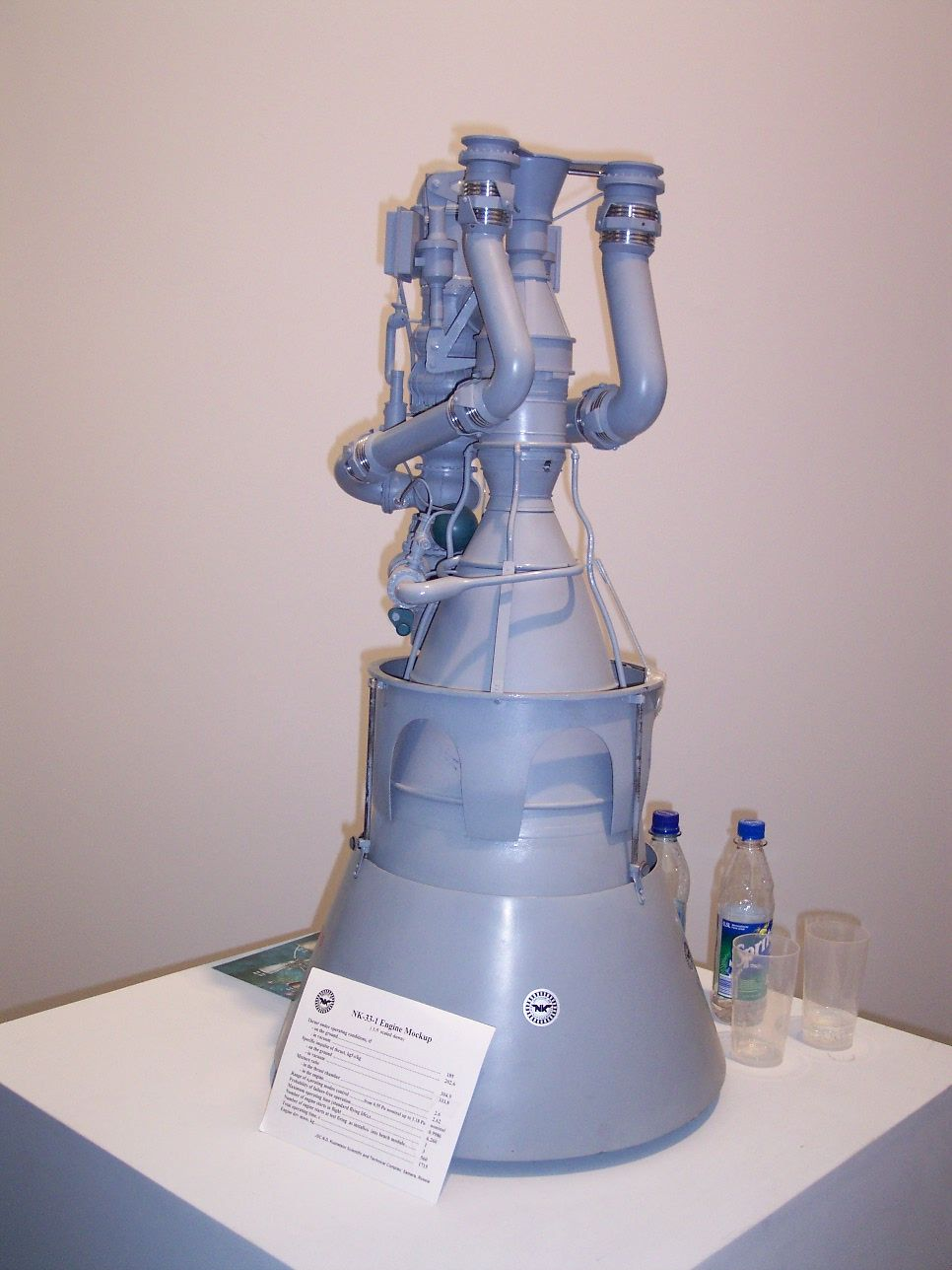
NK-33-1（ノズルを伸展した状態のNK-33）の模型

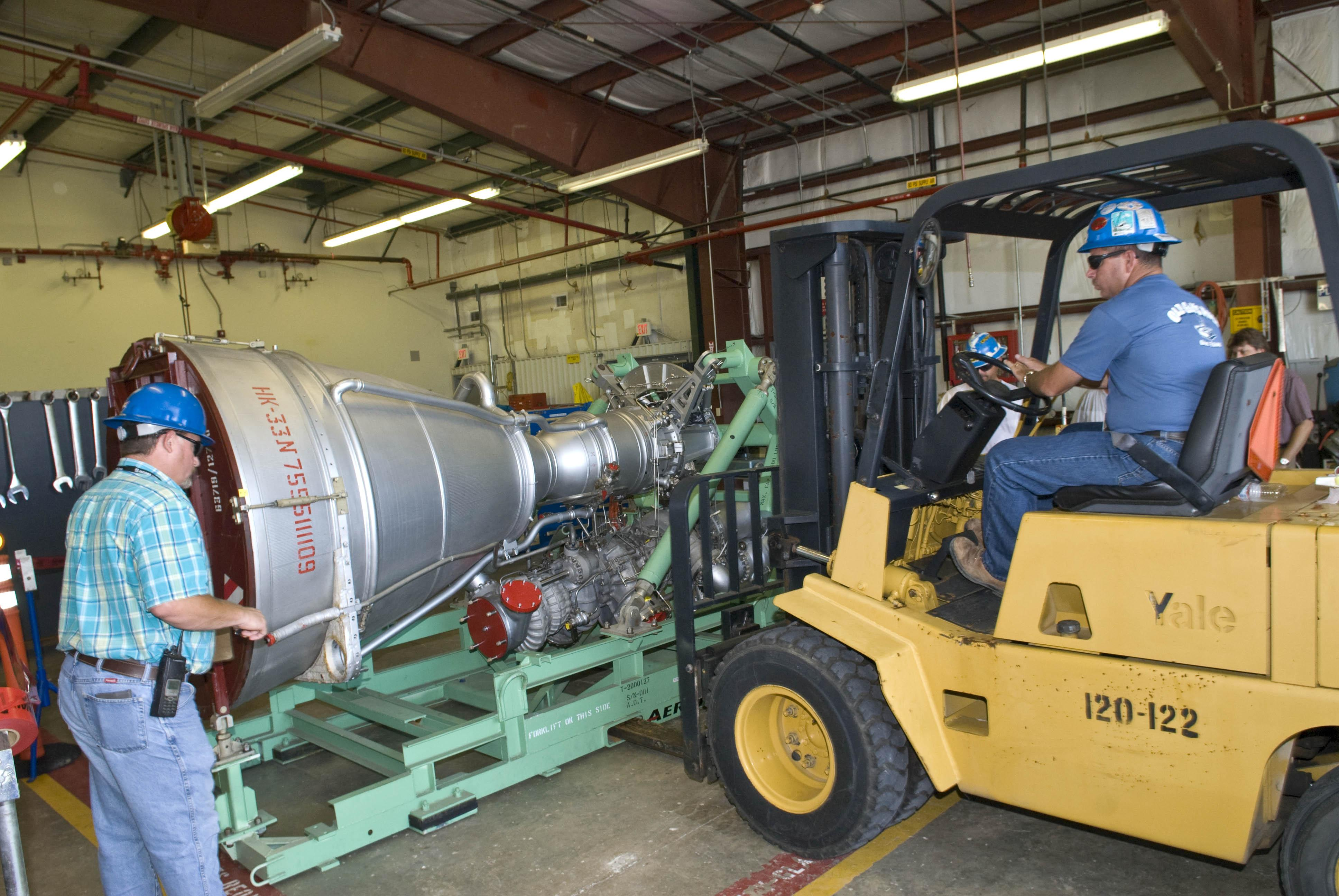
ジョン・C・ステニス宇宙センターへ運ばれるエアロジェット AJ26ロケットエンジン

NK-33とNK-43は1960年代末から1970年代初頭にかけて、ソビエト連邦のクーイブィシェフ・エンジン工場（現在のN・D・クズネツォフ記念サマーラ科学技術複合）によって開発・生産された液体燃料ロケットエンジンである。N-1ロケットで使用されていたNK-15/-15Vエンジンを改良したもので、N-1Fロケット（N-1ロケットの改良型）で使用するために開発された。N-1計画の中止後も保管されていたNK-33は2010年代以降、ロシアのソユーズ2.1vの1段目や、アメリカのアンタレスロケット（5号機まで）の1段目に使用されている。

## 技術
推進剤としてケロシン (RP-1) / 液体酸素 (LOX) を用いる再生冷却式のロケットエンジンで、NK-15/-15Vに引き続き、燃焼サイクルに酸素リッチな二段燃焼サイクルを採用した点が大きな特徴である。プレバーナー（予燃焼室）で生成した、酸素の多い燃焼ガスでターボポンプを駆動する。酸素リッチな二段燃焼サイクルは、燃料リッチなサイクルよりも高出力を得られるが、高温の酸化性燃焼ガスがエンジンを構成する金属部材に損傷を与えるという大きな弱点があるため、滅多に採用されない。
開発過程では、やはり酸素リッチな燃焼ガスが原因で焼損が多発した。しかしながらソビエト連邦では冶金学によってこれを克服した。ノズルはひだの付いた金属で構成され、外側と内側の部材をロウ付けにより接合し、単純で軽量だが強固な構造になっている（チャンネルウォールノズル）。さらにNK-33は、一軸で連結されたタービンで密度の近いケロシンと液体酸素の両方のターボポンプを駆動するため、並外れて軽量である。真空中での推力重量比は 136.66:1 で、地上から発射されるロケットエンジンの中で推力重量比と比推力が最高水準に達した。
NK-33はこれまでに開発された推進剤が RP-1 / LOX のロケットエンジンの中で最も高性能である。西側に比べてコンピューターによる設計や解析が遅れていた1960年代のソ連で、既にこの水準の先進的なエンジンが開発されていたことは特筆に価する。酸素リッチ技術はRD-170/-171と派生系であるRD-180・RD-191に引き継がれたが、これらのエンジンは（ソユーズのRD-107と同様に）複数の燃焼室とノズルを持っており、そのため推力重量比はNKエンジンに劣る。
NK-43はNK-33の派生型で、1段目用ではなく上段用として設計された。気圧の低い高高度または真空中での使用に適した膨張比の高い長いノズルを備える。これにより高い推力と比推力が得られるが、長く重くなった。NK-43の真空中での推力重量比は約 120:1 である。

## 歴史

### N-1ロケットのエンジン開発
N-1ロケットはソ連の大型打ち上げ機で、ソユーズL3計画（ソ連の有人月面着陸計画）において主力打ち上げ機として想定されており、それまでのソ連製ロケットでは運べないような、大量のペイロードを月に送るための能力が要求されていた。当初N-1ロケットの開発を率いていたセルゲイ・コロリョフは、比推力の優れた RP-1 / LOX 推進系エンジンが必要だと考えていた。そこで、ソビエトの液体燃料ロケットエンジンの大半を設計していたヴァレンティン・グルシュコに、新しいエンジンの開発を打診した。しかしグルシュコは、既にICBMで開発経験のあった、有毒で比推力は低いが制御が容易なハイパーゴリック推進剤を使用したエンジンの開発を主張した。元々仲の悪かった両者の主張は平行線を辿り、やがて決裂した。やむなくコロリョフは、ロケットエンジンの開発実績は乏しいが航空機用ジェットエンジンの開発で実績のあったニコライ・ドミトリエヴィチ・クズネツォフの協力を仰ぎ、NK-15/-15Vエンジンが完成した。
N-1ロケットでは第1段に30基ものNK-15を、第2段には高高度用に改良したNK-15Vを8基搭載した。しかし、4回の打ち上げ試験は全て失敗で、ロケットは改良・再設計されることになった。クズネツォフはNK-15の改良に貢献し、NK-33/-43が開発された。しかし、30基ものエンジンを同時に制御することにそもそも無理があり、改良型のN-1Fロケットはついに完成しなかった。
グルシュコの政略もあり、アメリカとの月面着陸レースに敗北したソユーズL3計画は1974年に破棄されてしまった。以降の宇宙計画では、重量物打ち上げ機としてグルシュコの開発したエネルギアを採用することになった。ソビエト政府は計画中止に伴い、完成間近だったN-1Fロケットと、残り8回予定されていた打ち上げ試験のため大量に製造されていたNK-33/-43の廃棄を命じた。しかし、エンジンは1基あたり数百万ドルすることもあり、幸運にも技術者たちの手で放射性廃棄物に偽装され、倉庫に隠された。

### ソ連崩壊による発見
ソ連崩壊後、大量の未使用ロケットエンジンの噂は世界に広がり、組み立てられてから30年近く経て再び日の目を見ることになった。1990年代半ばの時点で約150基のNK-33/-43が残存しており、アメリカのエアロジェット社がこれに目をつけた。初めエアロジェット社はNK-33の高性能なスペックに懐疑的だったが、アメリカでNK-33の詳細な試験が行われると、先進的な設計のおかげで、開発から30年が経過してもなお十分な価格競争力を保持していることが明らかになった。
エアロジェット社は、36基のエンジンを1基あたり110万ドルで購入し、さらに新しいエンジンを製造する権利も買収した。その後、アメリカでの商業打ち上げにNK-33とNK-43を使用できるよう近代化改修（ジンバル機構の追加、信頼性向上、計測機器の近代化、アメリカで調達できる推進剤への適合性確認など）を実施し、それぞれAJ26-58とAJ26-59に改名した。アンタレスロケットで使用したエンジンはAJ26-62となった。
2006年8月にNASAの国際宇宙ステーション (ISS) への商業軌道輸送サービス (COTS) の候補として選定されたロケットプレーン・キスラー社 (RpK) のK-1ロケットでは、1段目と2段目にそれぞれ3基のNK-33と1基のNK-43を搭載する計画が立てられた。しかし2007年9月、NASAはRpKがいくつかの契約上のマイルストーンを満たしていなかったことによりCOTSの合意を白紙撤回した。同社は2010年7月に連邦倒産法第7章の適用を受け倒産、K-1ロケットが実現することはなかった。残されたエンジンはオービタル・サイエンシズ社に買い取られ、アンタレスロケットの一段目に2基が使用されることとなった。
なお、日本の宇宙開発事業団が計画していたGXロケットの初期案でも、保管されているNK-33をロシアから買い付けて使用する案があったが、RpK社に売買契約を先に結ばれてしまったため調達できなかった。

### アンタレス・ソユーズによる打ち上げ
2010年にAJ26-62の試験を行い、これが成功。2013年4月21日、NK-33は40年の時を超えて、アンタレスロケットの第1段エンジンとして初めて打ち上げに使われた。ところが2014年10月28日、アンタレスロケット5号機のリフトオフ直後にNK-33が爆発して打ち上げに失敗。そのため6号機以降は別のロシア製エンジンで代替された。
一方、ソユーズロケットでもNK-33を使用する計画が進められた。ソユーズロケットの中央のRD-108を1基のNK-33または5基のNK-33によってRD-108と4基のブースターRD-107を置き換えることにより、より軽量で高効率になり積載量が増える。類似の設計と余剰品の使用によってコストを削減できる。1基のNK-33を使うタイプのロケットはソユーズ2.1vと呼ばれており、2013年12月28日に初打ち上げに成功した。
他に、RSC エネルギアはアウローラ-L.SKロケットの第一段をNK-33、第二段をブロック DM-SLとする構成を検討中である。